# بيتر لوكاس
بيتر لوكاس (بالبولندية: Peter J. Lucas)‏ هو ممثل بولندي، ولد في 2 يونيو 1962 في بولندا.

## أعمال

### أفلام
- (1996) يوم الاستقلال[1][2]
- (2015) الحياة

### مسلسلات
- جاغ
- جوال تكساس ووكر

## وصلات خارجية
- بيتر لوكاس على موقع IMDb (الإنجليزية)
- بيتر لوكاس على موقع ألو سيني (الفرنسية)
- بيتر لوكاس على موقع أول موفي (الإنجليزية)
- بيتر لوكاس على موقع قاعدة بيانات الأفلام السويدية (السويدية)
- بيتر لوكاس على موقع قاعدة بيانات الفيلم (الإنجليزية)
- بيتر لوكاس على موقع كينوبويسك (الروسية)